# 拉巴塞
拉巴塞（法語：La Bassée，法語發音：[la base]），法国北部城市，上法兰西大区北部省的一个市镇，隶属于里尔区，其市镇面积为3.54平方公里，2022年1月1日时人口数量为6,678人，在法国城市中排名第1,636位。
拉巴塞位于北部省中部，与加来海峡省接壤，是一个区域性的中心城市，多条公路在此交汇。

## 地名来源
“拉巴塞”一名来源于古法语，可能意为“Terre basse”，亦可能意为“Bassin-versant”。

## 历史

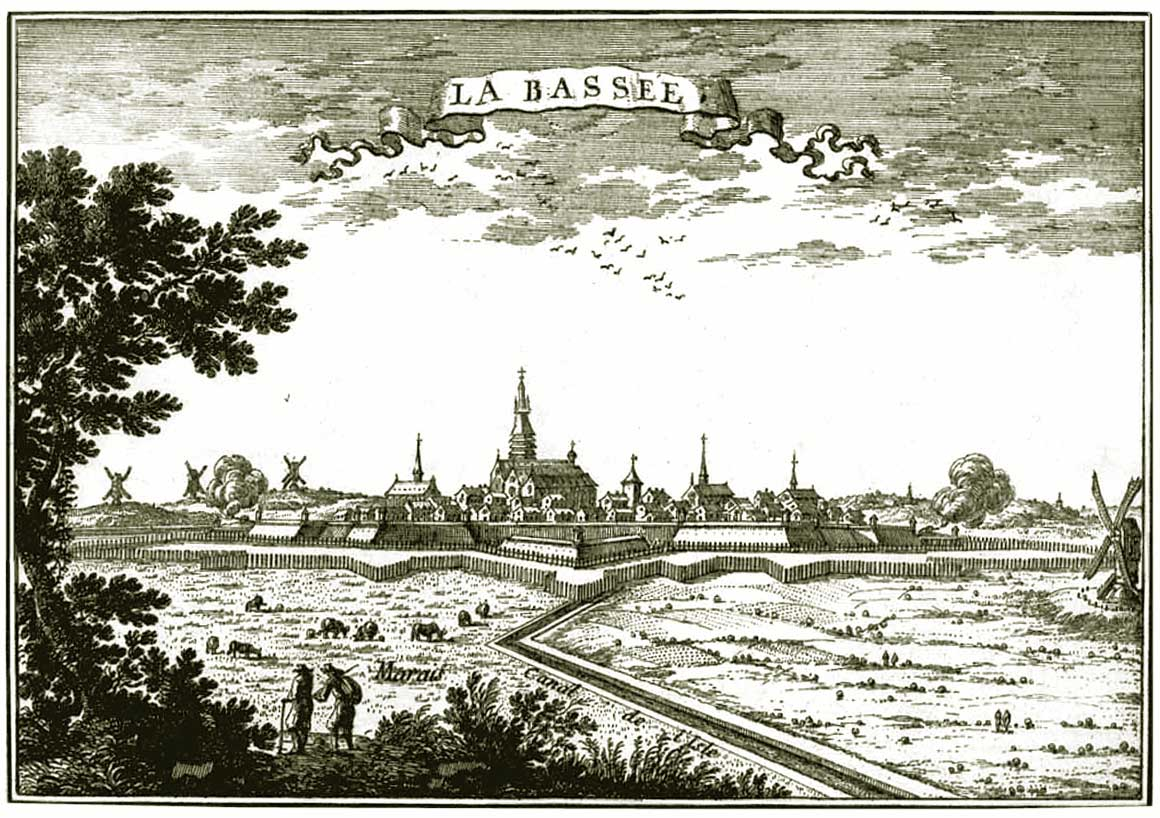
18世纪的拉巴塞

拉巴塞的早期历史尚不清楚，该地区最初于中世纪中期形成聚落，彼时，一条人工开凿的运河由此通过，拉巴塞成为一个军事重镇，当地建起了城塞。三十年战争期间，拉巴塞被西班牙军队攻占，后在法兰西军队让·德·加雄元帅的带领下获得收复。法国大革命后，拉巴塞成为诺尔省的一个市镇。工业革命期间，途径拉巴塞的运河被加宽，同时连接里尔和贝蒂讷之间的铁路亦由此通过。拉巴塞在第一次世界大战期间的拉巴塞战役及利斯河战役中遭遇毁灭性的打击，当地几乎全城被夷为平地，超过半数的居民遇难。二战后，随着通勤列车的开行，拉巴塞成为里尔的一个远郊卫星城。

## 地理

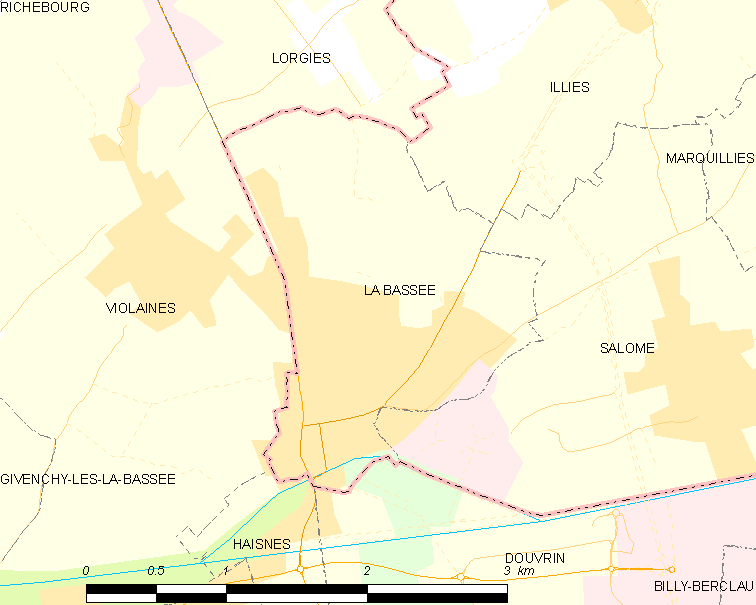
拉巴塞市镇范围地图

拉巴塞位于法国北部，上法兰西大区北部和诺尔省中部，距离省会里尔大约24公里。与拉巴塞接壤的市镇包括：洛尔日、萨洛梅、维奥莱讷、伊利、杜夫兰、艾讷。

### 地形
拉巴塞位于北部-加来海峡平原腹地，境内地势平坦，全境海拔在21到31米之间。

### 水文
人工开凿的讷福塞运河经过拉巴塞境内。

### 植被
拉巴塞属于温带阔叶混交林区，林地主要分布于河流附近。
在鲜花城市的评比中，拉巴塞暂未被评级。

### 气候
拉巴塞在柯本气候分类法中属于温带海洋性气候。

## 行政区划
拉巴塞是法国上法兰西大区诺尔省的一个市镇，编号为59051。拉巴塞隶属于里尔区、诺尔省第五选区以及阿讷兰县，同时也是里尔欧洲都会区的组成部分。
法国国家统计与经济研究所（简称）在进行数据统计时，将拉巴塞及相邻的另外93个市镇设为贝蒂讷城市核心区，并将包括核心区在内的周边共122个市镇划为贝蒂讷城市区。自2020年起，贝蒂讷城市区被拆分，拉巴塞被划入包含201个市镇的里尔城市辐射区。此外，还将拉巴塞市镇分为了2个“块区”（IRIS），以便于统计人口分布情况。

## 交通

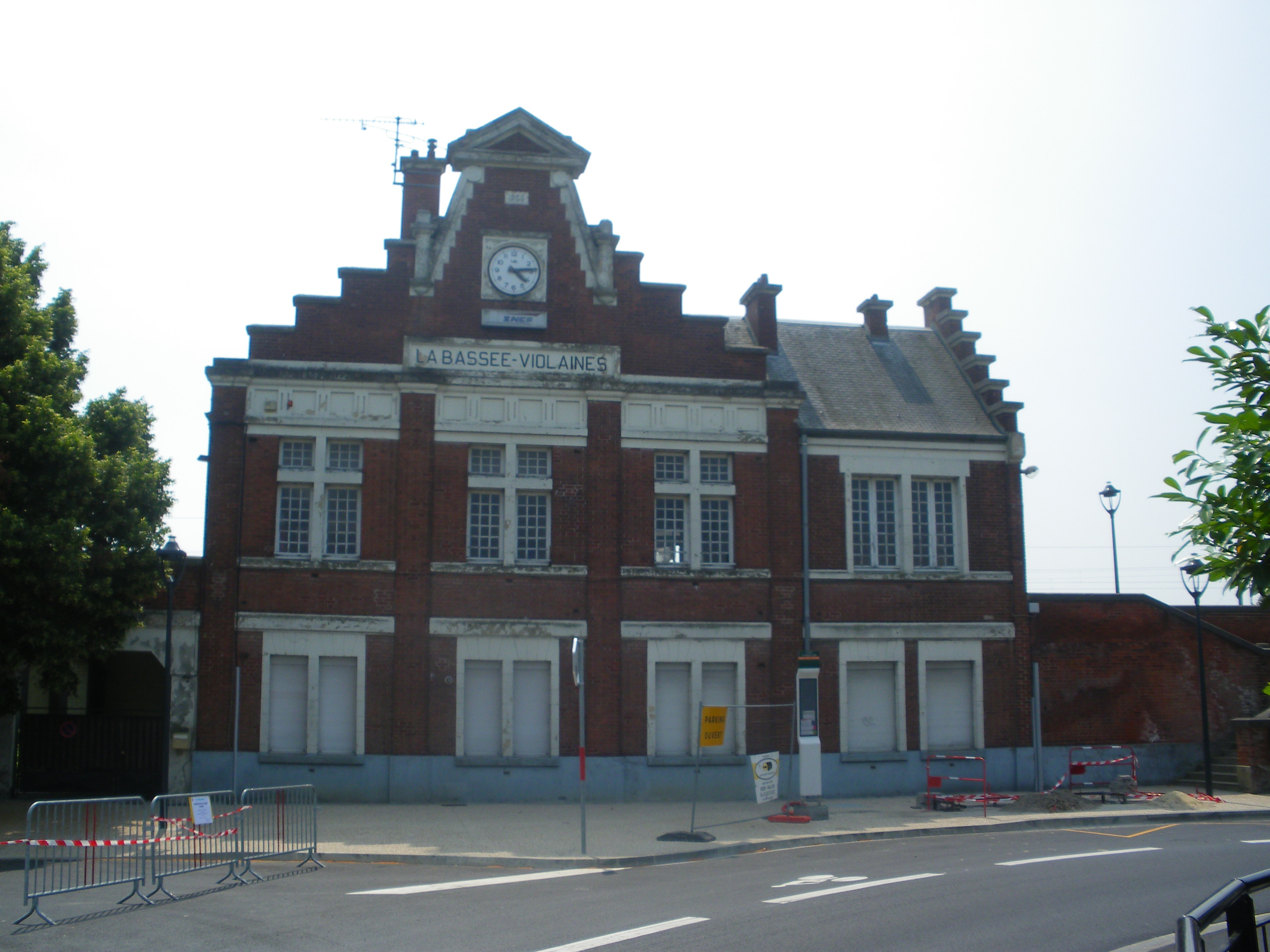
拉巴塞-维奥莱讷站

### 公路
多条诺尔省省道在拉巴塞境内交汇，上法兰西大区下属的城际客运提供巴士线路，可前往阿尔芒蒂耶尔。
2017年，72.9%的拉巴塞家庭拥有至少一辆私人汽车。2019年，拉巴塞境内共发生各类交通事故2起，造成2人受伤。

### 铁路
拉巴塞位于里尔－阿布维尔铁路上。拉巴塞-维奥莱讷站位于市区南部，停靠往返于里尔和贝蒂讷一线的区域列车。

### 航空
距离拉巴塞最近的民用航空站为里尔机场，距离拉巴塞市中心的公路里程约31公里。

### 城市公共交通
拉巴塞同时位于里尔都会公共交通（商业名称为）和朗斯-贝蒂讷城市公共交通（商业名称为）的服务范围。截至2021年9月，途径拉巴塞的城市公交线路包括里尔公交61路、62路、64路、74路和朗斯-贝蒂讷公交35路、58路。

## 政治

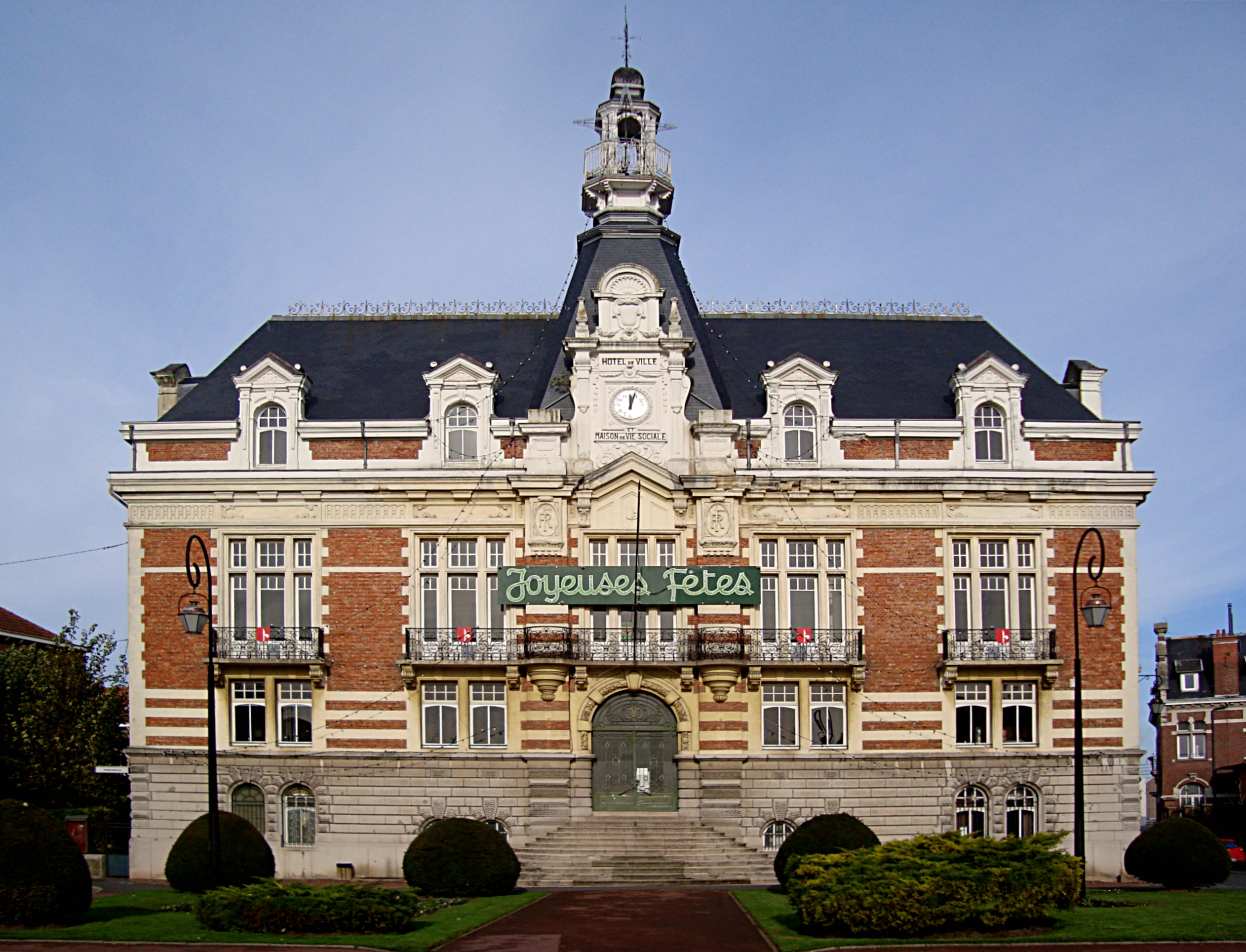
拉巴塞市政厅

拉巴塞的现任市长为弗雷德里克·科代利耶先生（Frédéric Cauderlier），他是一名中间派，在2020年的市政选举中获得了50.45%的支持率。
在2017年的法国总统大选中，法国极右翼政党国民阵线主席玛丽娜·勒庞在拉巴塞获得了50.71%的支持率。

## 人口
2018年，拉巴塞市镇人口数量为6,545，在法国排名第1,636位。其中男性3,022人，女性3,380人，75岁及以上人口占7.7%，外籍人口数量为1,312人，人口密度为1,849人/平方公里，当地居民被称为（男性）或（女性）。2019年，拉巴塞境内出生76人，死亡人口82人。
| 年份   | 1936  | 1946  | 1954  | 1962  | 1968  | 1975  | 1982  | 1990  | 1999  | 2006  | 2011  | 2016  | 2018  |
| ------ | ----- | ----- | ----- | ----- | ----- | ----- | ----- | ----- | ----- | ----- | ----- | ----- | ----- |
| 人口數 | 4,416 | 4,855 | 5,004 | 5,355 | 5,463 | 6,025 | 6,319 | 6,017 | 5,914 | 5,888 | 6,304 | 6,421 | 6,545 |

## 经济
截止2021年8月，拉巴塞共有各类用人单位（包含自雇）747家，平均历史为14年，其中99.03%为中小型企业（PME）。（道路电气设施）、（零售）及（财会）是当地2019年营业额最高的三个企业，分别为35,543,359欧元、14,968,894欧元和2,969,465欧元。

## 财政收入
2019年，拉巴塞的财政收入总额为4,643,850欧元，财政支出总额为4,207,260欧元，当年的债务总额为3,553,080欧元。2021年，拉巴塞共获得1,028,238欧元的国家财政补助，比上一年增加了12.05%。
2017年，拉巴塞的人均月收入总额为1,948欧元，其中高级职员为3,481欧元，低于法国平均水平（4,214欧元）；中级职员为2,097欧元，低于法国平均水平（2,353欧元）；普通职员为1,601欧元，亦低于法国平均水平（1,690欧元）。
2017年，拉巴塞境内的青壮年（15至64岁）失业率为16.5%，当地40.8%的家庭拥有纳税资格，平均纳税2,060欧元，低于法国平均水平（3,888欧元）。

## 社会事务

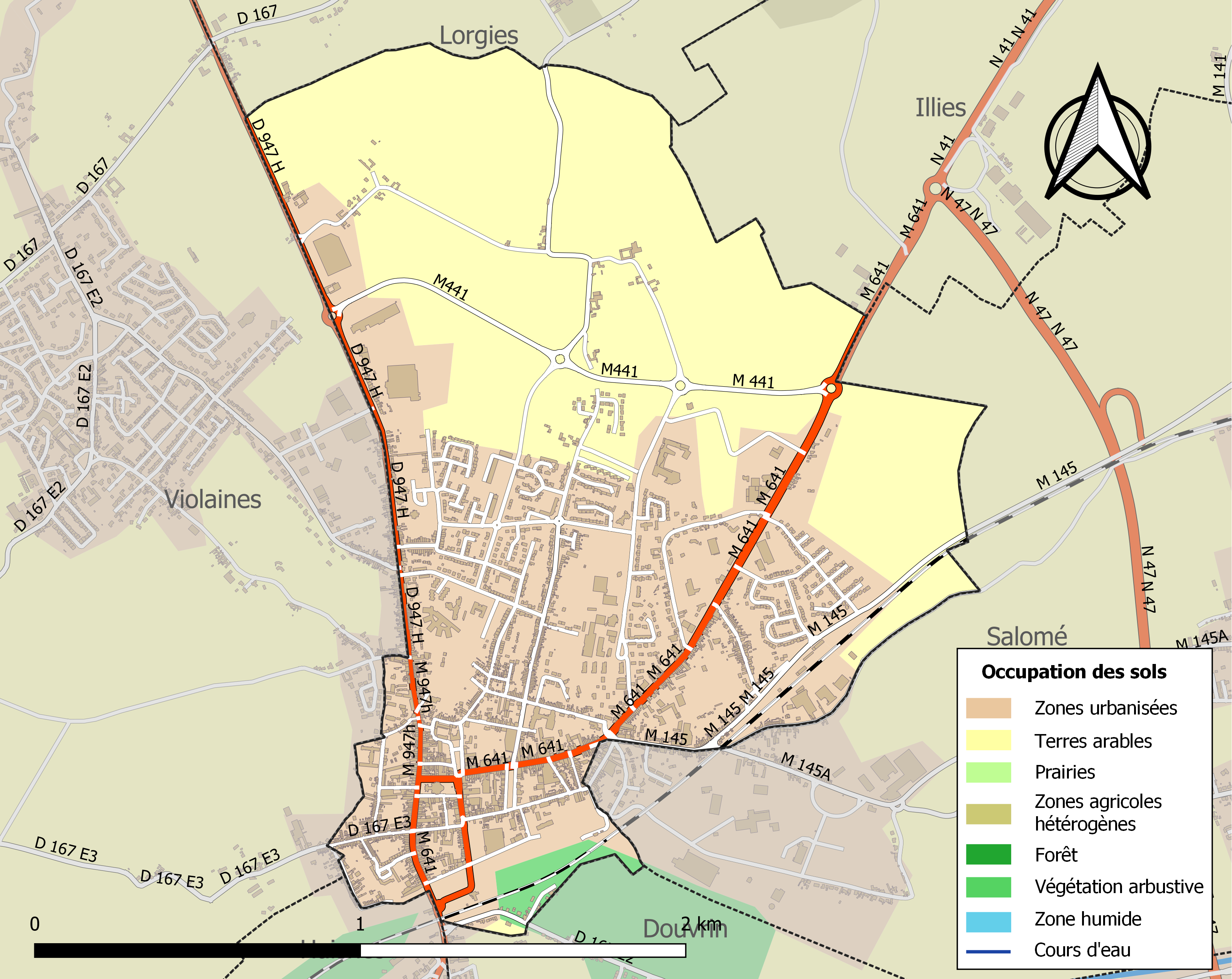
拉巴塞土地利用情况地图

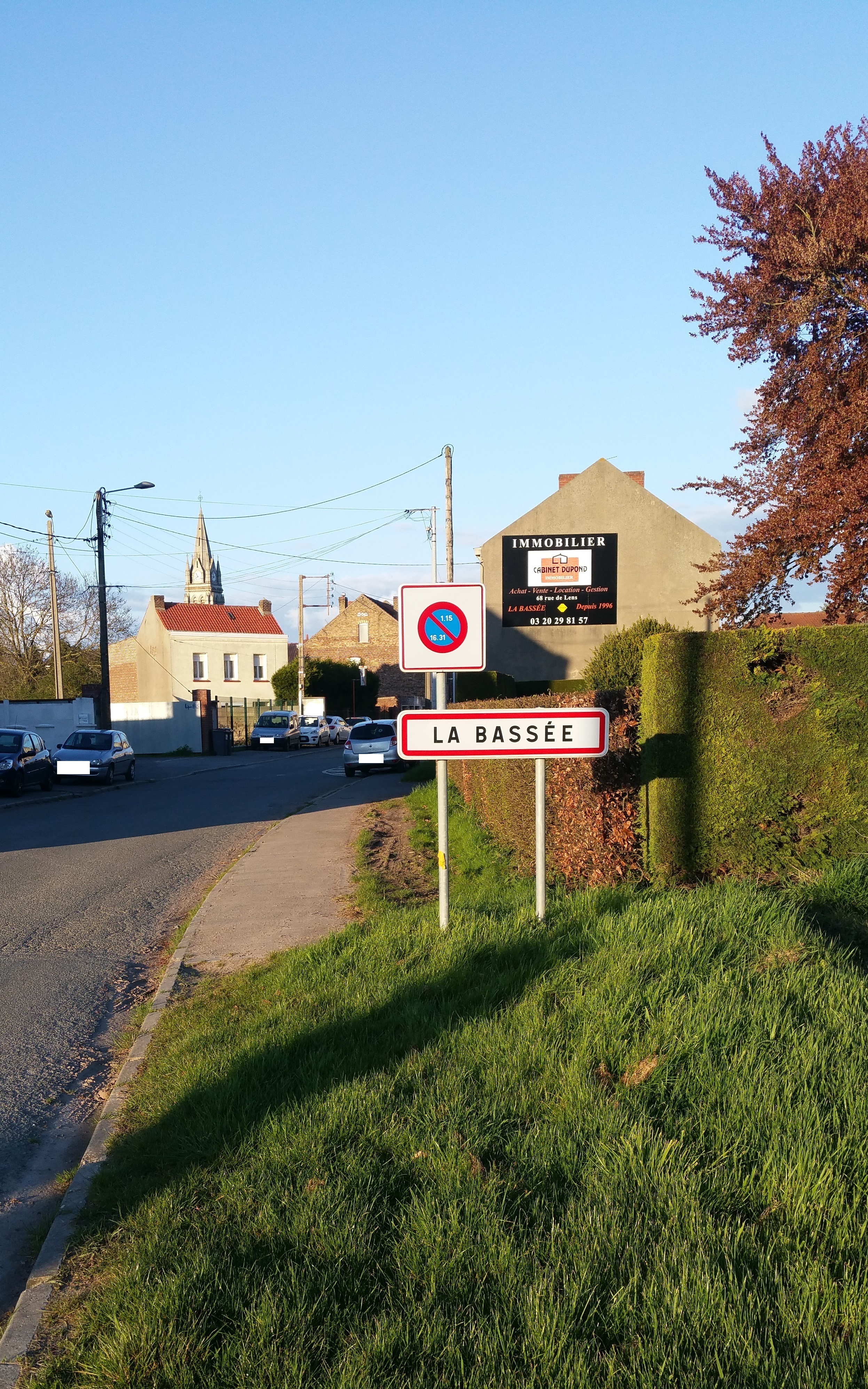
拉巴塞入城路牌

### 教育
拉巴塞属于里尔学区。截止2019年1月1日，拉巴塞境内共有1所幼儿园、3所小学、2所初级中学和1所职业高中。2018至2019学年度，拉巴塞境内共有在校中等教育阶段学生1,430名。

### 医疗
截止2019年1月1日，拉巴塞境内共有全科医生9名、保健师11名、牙医8名、护士11名、助产士2名和妇科医生1名。境内共有药房3家、养老院2家、残疾人帮扶中心3家。
拉巴塞中心医院（Centre Hospitalier de La Bassée）是法国的一个区域性医疗机构，其主病区位于拉巴塞市区，设有床位94个，是当地规模最大的公立综合性医院。除此之外，“里尔大学大区中心医院”（CHU Lille）距离拉巴塞市区的正常车程在25分钟以内，其主病区位于里尔市区西南部，设有床位853个，是当地规模最大的公立综合性医院。

### 住房
2017年，拉巴塞境内共有各类住房3,110套，其中63.5%为独立式居民区，34.8%为集中式居民区。常住房屋占拉巴塞市镇范围内居民建筑总量的90.1%。
在住房保障政策方面，2017年，拉巴塞境内共有796户家庭获得了住房经济补助，受益人数占总人口数量的12.4%，其中730份为房租补助。

### 商业
2019年，拉巴塞境内共有各类实体商铺144家，其中餐厅20家、大型超市2家、杂货店2家、面包房5家、肉铺3家、书店1家、装饰品店1家、银行门店10家、美容美发店10家、汽车维修店11家。市中心有一家Intermarché超市。

### 体育
2019年，拉巴塞境内共有2间体育馆、1座综合体育场、1处网球场以及1处足球或橄榄球场。
截至2021年9月，拉戈尔格境内共有三家注册足球俱乐部。其中拉巴塞希望足球俱乐部（FCE La Bassée）是当地的代表性足球队，2021至2022赛季参加上法兰西大区足球联赛。

### 环境
拉巴塞的环境事务由其所属的公共社区负责。2019年，拉巴塞境内暂无污染企业。

### 治安
2019年，拉巴塞市镇范围内有1处宪兵队。
2014年，拉巴塞及附近地区共发生各类案件4,200起，其中盗窃类案件2,757起，经济类案件325起，毒品交易类案件285起。

## 文化

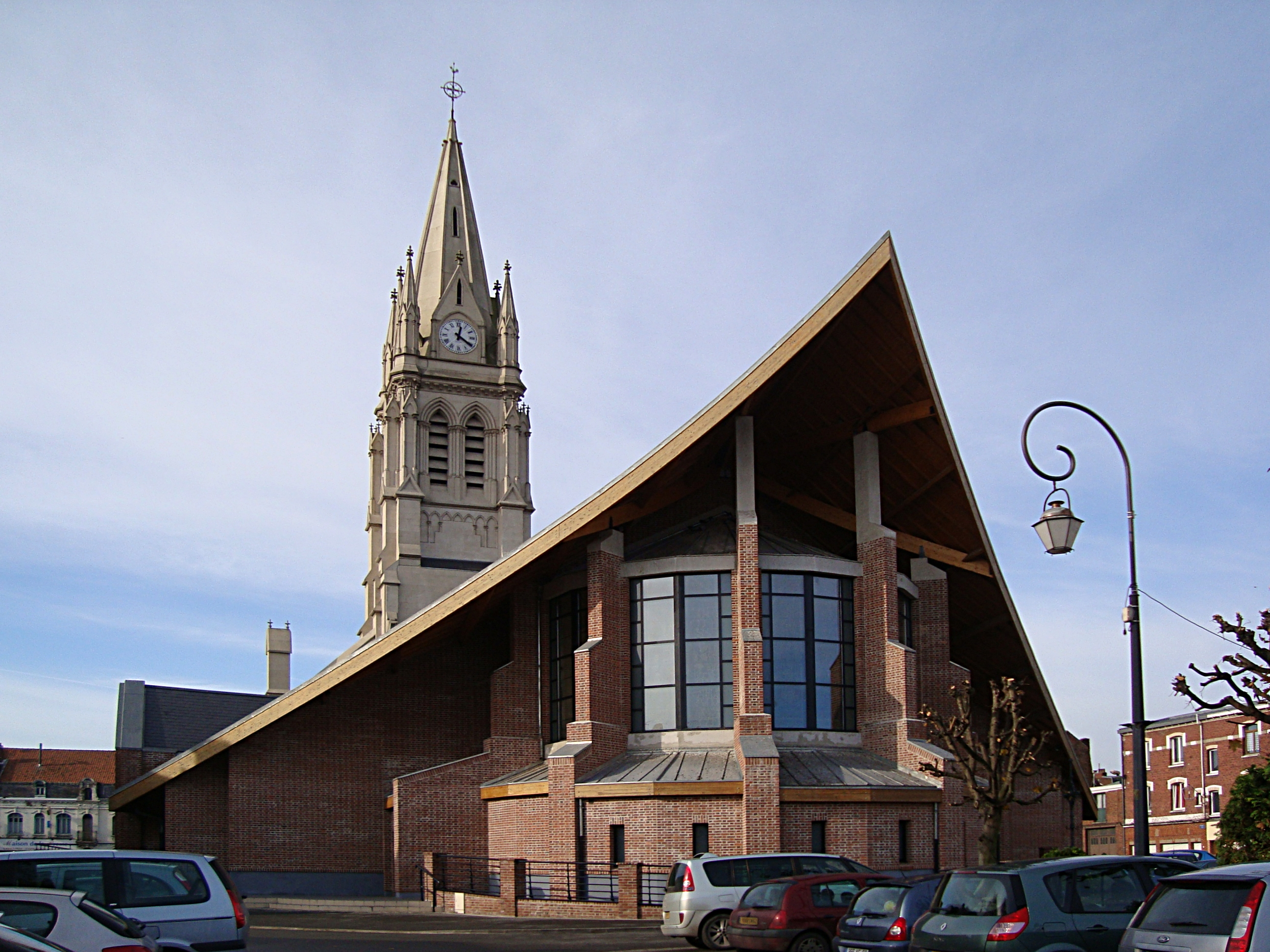
圣瓦斯特教堂

2019年，拉巴塞境内暂无任何文化设施。拉巴塞市政府提供多媒体中心，向公众全年开放。

### 建筑
拉巴塞境内有多处法国国家文物保护单位，其中拉巴塞圣瓦斯特教堂（Église Saint-Vaast de La Bassée）是当地的地标性建筑物。

### 旅游
拉巴塞的旅游事务由其所属的公共社区负责。2020年，拉巴塞境内暂无任何游客接待设施。

### 媒体
法国主要的媒体均可在拉巴塞接收，法国电视三台下属的上法兰西大区频道在部分时段播出拉巴塞所属区域的地方新闻。

## 友好城市
截至2021年8月，拉巴塞暂未建立任何友好城市关系。